# Place du Général Leman
La place du Général Leman est une importante artère liégeoise qui relie la rue Auguste Buisseret et la rue de Fragnée, à l'avenue Émile Digneffe et à la rue Ernest Solvay.

## Histoire: l'exposition universelle de 1905
Appelée à l'origine Place de Fragnée, la place du Général Leman été créée au début du XXe siècle. Lors des importants travaux d'aménagements du quartier actuel de Fragnée pour accueillir l'exposition universelle de 1905, un grand nombre de nouvelles voiries sont créées. L'entrée de l'exposition se trouvait sur l'actuelle place du Général Leman, d'où l'allée de l'exposition (l'actuelle avenue Émile Digneffe) menait au pont de Fragnée et sur la rive droite où les pavillons de l'exposition se déployaient dans les actuels quartiers de Fétinne et des Vennes. L'avenue prend en 1920 le nom du général Gérard Leman, héros de la défense des forts de Liège en août 1914.

## Transport public
La place est depuis son origine un important point de passage du transport en commun à Liège, et est une importante station d'arrêt des autobus qui relient le centre de la ville à Ougrée et Seraing sur la rive droite de la Meuse, et par le pont de Fragnée, vers les quartiers des Vennes et de Fétinne, le Sart Tilman, et la vallée de l'Ourthe (Tilff, Esneux). Depuis le 28 avril 2025, la place du Général Leman est l'un des arrêts du tramway de Liège.

## Rues adjacentes
- Rue Auguste Buisseret
- Avenue Émile Digneffe
- Rue Ernest Solvay
- Rue de Fragnée
- Rue de Namur
- Rue Varin
- Rue du Vieux Mayeur

## Architecture
La rue conserve sur un côté un ensemble de maisons construites au début du XXe siècle dont certaines possèdent des éléments Art nouveau.
- architecte M. Legrand : n° 35 (maison).
- architecte Jules Micha : n° 37 (maison).
- architecte Joseph Nusbaum : n° 19-23 (1911), maisons.